# Jason Katims
Jason Katims, né le 30 novembre 1960, est un producteur américain de séries télévisées.

## Biographie
Jason Katims a notamment produit les Roswell, Friday Night Lights, Parenthood mais également la série The Path.

## Carrière

### Créateur
- 1999-2002 : Roswell
- 2007 : The Wedding Bells
- 2010-2015 : Parenthood
- 2014-2015 : About a Boy
- 2016 : Pure Genius
- 2018 : Rise

### Producteur délégué
- 1999-2002 : Roswell (61 épisodes)
- 2001-2004 : Boston Public (59 épisodes)
- 2006 : Pepper Dennis (9 épisodes)
- 2007 : The Wedding Bells (4 épisodes)
- 2006-2011 : Friday Night Lights (71 épisodes)
- 2010-2015 : Parenthood (103 épisodes)
- 2014-2015 : About a Boy (33 épisodes)
- 2016 : Pure Genius (5 épisodes)
- 2016-2017 : The Path (16 épisodes)
- 2018 : Rise (10 épisodes)
- 2019 : Almost Family (2 épisodes)
- 2020 : Away (4 épisodes)